# میانبر به خوشبختی
میانبر به خوشبختی (انگلیسی: Shortcut to Happiness) فیلمی به اقتباس از داستان کوتاه کلاسیک استیون وینسنت بنت با عنوان «شیطان و دنیل وبستر» محصول سال ۲۰۰۷ است. در این فیلم بازیگرانی همچون الک بالدوین، جنیفر لاو هیویت و آنتونی هاپکینز به ایفای نقش پرداخته‌اند. بالدوین همچنین این فیلم را کارگردانی کرد. این فیلم اغلب با نقدهای منفی روبرو شد.